# Фихтелберг (Горња Франконија)
Фихтелберг (њем. Fichtelberg) општина је у њемачкој савезној држави Баварска. Једно је од 33 општинска средишта округа Бајројт. Према процјени из 2010. у општини је живјело 1.954 становника. Посједује регионалну шифру (AGS) 9472138.

## Географски и демографски подаци
Фихтелберг се налази у савезној држави Баварска у округу Бајројт. Општина се налази на надморској висини од 685 метара. Површина општине износи 5,2 km². У самом мјесту је, према процјени из 2010. године, живјело 1.954 становника. Просјечна густина становништва износи 378 становника/km².